# Liste der Bodendenkmale in Gusborn
In der Liste der Bodendenkmale in Gusborn sind alle Bodendenkmale der niedersächsischen Gemeinde Gusborn aufgelistet. Die Quelle ist der Denkmalatlas Niedersachsen. Der Stand der Liste ist der 29. Juni 2024.

## Allgemein
In den Spalten finden sich folgende Informationen des Bodendenkmales :
- Lage        : geographische Koordinaten
- Bezeichnung : Bezeichnung lt. Denkmalatlas
- Beschreibung: Beschreibung lt. Denkmalatlas
- ID          : Objekt-ID
- Bild        : Bild, ggf. zusätzlich mit Link zu weiteren Fotos im Medienarchiv Wikimedia Commons.

## Quickborn
| Lage                      | Bezeichnung             | Beschreibung | ID       | Bild |
| ------------------------- | ----------------------- | --- | -------- | ---- |
| 53° 6′ 22″ N, 11° 9′ 8″ O | Quickborn 17, Wölbacker | Gut erhaltenes Wölbäckerfeld von ca. 350x150-200 m Ausdehnung. Die Beete sind Nordost-Südwest orientiert, Br. 15-20 m, H. bis 0,7 m. | 36793766 | BW   |

## Siemen
| Lage                        | Bezeichnung          | Beschreibung | ID       | Bild |
| --------------------------- | -------------------- | --- | -------- | ---- |
| 53° 2′ 42″ N, 11° 11′ 56″ O | Siemen 12, Wölbacker | Auf einer Fläche von ca. 175 x 100 m überwiegend gut ausgeprägte Wölbäckerbeete in Westnordwest-Ostsüdost-Richtung, Br. bis 15 m, H. bis 0,8 m. | 37177531 | BW   |